# Chœur Eurovision de l'année 2017
- Pays participants

Göteborg 2019
Le Chœur Eurovision de l'année 2017 est la première édition du Chœur Eurovision. Elle a eu lieu le 22 juillet 2017, à la Riga Arena, à Riga, en Lettonie. Le diffuseur hôte de cette première édition était LTV. Elle a été présentée par le compositeur et chef d'orchestre britannique Eric Whitacre et Eva Johansone, présentatrice culturelle à LTV.

## Pays participants
| Ordre | Pays           | Chorale                  | Chanson(s)                                                       | Place | Points |
| ----- | -------------- | ------------------------ | ---------------------------------------------------------------- | ----- | ------ |
| 1     | Estonie        | Estonian TV Girls' Choir | «Absolute Tormis»                                                |       |        |
| 2     | Danemark       | Academic Choir of Aarhus | «I Seraillets Have» «Wiigen-Lied»                                |       |        |
| 3     | Belgique       | Les Pastoureaux          | «Dans la troupe» «Ensemble»                                      |       |        |
| 4     | Allemagne      | Jazzchor Freiburg        | «African Call» «Palettes»                                        |       |        |
| 5     | Slovénie       | Carmen Manet             | «Ta na Solbici» «Adrca» «Aj, zelena je vsa gora»                 | 1     |        |
| 6     | Hongrie        | Bela Bartok Male Choir   | «Karádi nóták»                                                   |       |        |
| 7     | Pays de Galles | Côr Merched Sir Gâr      | «O, Mountain, O» «Traditional Welsh Lullaby» «Wade in the Water» | 2     |        |
| 8     | Autriche       | Hardchor Linz            | «Ave Maria» «I tua wos i wü» «Rah»                               |       |        |
| 9     | Lettonie H     | Spīgo                    | "Grezna saule debesīs" "Es čigāna meita biju"                    | 3     |        |

## Diffusion

### Dans les pays participants
- Allemagne – WDR
- Autriche – ORF (ORF 2)
- Belgique – RTBF (La Trois)
- Danemark – DR (DR K)
- Estonie – ERR (ETV 2)
- Hongrie – MTVA (M5)
- Lettonie – LTV (LTV1)
- Pays de Galles – S4C
- Slovénie – RTVSLO (RTV 1)

### Dans les autres pays
- Albanie - RTSH
- France - ARTE Concert
- Serbie - RTS
- Ukraine - Radio Ukraine